# Wanted (Breakdance-Crew)
Wanted ist eine französische Breakdance-Crew aus Paris, die 2001 durch den Gewinn beim International Battle of the Year in der weltweiten Breakdance-Szene bekannt wurde und sich durch ihre Theaterstücke auch außerhalb des Hip-Hops international einen Namen machen konnte. Neben dem Breaking praktizieren die meisten Mitglieder auch andere urbane Tanzstile wie Hype, House oder New Style, in denen viele von ihnen weltweit führend sind.
Da ihr über 20 Mitglieder angehören, bezeichnet man sie auch als Wanted Posse.

## Geschichte
Mit Beginn der 90er Jahre gründeten die sechs B-Boys Amamada, Djagui, Youssouf, Walid, Jackson und Hugues eine lose Breakdance-Crew ohne richtigen Namen, um zusammen zu tanzen. Nachdem jedoch Walid und Jackson diese verließen, bildeten die Übrigen eine Crew mit festem Zusammenhalt.
1994 stießen zu der Gruppe Yoka und Saddam und sie beschlossen sich Wanted Posse zu nennen. In den folgenden Jahren schlossen sich ihnen viele weitere B-Girls und B-Boys an.
1996 kreierten sie mit L'arrêt de bus ihr erstes Theaterstück, Possession 1997 und La Prison 1998 folgten. In der internationalen Breakdance-Szene waren sie zu dieser Zeit nur wenig bekannt, denn sie traten fast nur in Frankreich auf und waren hauptsächlich auf Pariser Battles präsent.
Dies änderte sich im Jahr 2001 schlagartig: Zuerst gewann die Wanted Posse den ersten Battle of the Year France in einem schweren Final-Battle gegen die Vagabonds und qualifizierte sich so für den International Battle of the Year (kurz BOTY) in Deutschland. Auf dieser Veranstaltung zeigte sie in Braunschweig vor fast zehntausend Zuschauern eine Show, die zusammen mit den Performances der koreanischen Crew Visual Shock und der japanischen Formation Team Ohh neue Maßstäbe setzen sollte. Und schließlich siegte sie im Final-Battle gegen die Japaner.
Im nächsten Jahr verzichteten Wanted auf die Titelverteidigung als inoffizieller Breakdance-Weltmeister und konzentrierten sich stattdessen wieder auf das Theater. Einige Mitglieder wirkten auch an Musicals mit oder traten in Serien und Filmen auf.
Im Jahr 2003 gingen sie mit ihrem Stück Bad Moves auf Welttournee und traten in über hundert Ländern (u. a. Japan, Kanada, Australien) auf.

## Bedeutendste Erfolge
- 1. Platz und „Best Show“ BOTY France 2001
- 1. Platz International BOTY 2001

## Theaterstücke
- L'arrêt de bus (The Bus Stop) 1996
- Possession 1997
- La Prison (The Jail) 1998
- Victory 2001
- Bad Moves 2003
- Transe 2006

## Mitglieder von 2007
Amamada (Badson), Djagui (Hagson), Hugues (Yugson), Deddy (Dedson), Kim (Kimson), Serge (Meason), Jean-Mathieu (Jamson), Abdou (Abson), Yaman (Yamson), Soria (Babyson), Mame (Mamson), Ibrahim (Joyson), Junior (Buanson), Vegeta (Chamson), Barou (Barson), Missone (Lilson), Bruce (Bruson), Arthur (Artson)

## Ehemalige Mitglieder
Youssouf, Yoka, Saddam, Chantale, Zoere, Sandrine, Pranóne, Radia

## Sonstiges
- Jedes Mitglied trägt ein Pseudonym in der Posse.
- Junior nahm 2004 am Red Bull BC One (die inoffizielle Weltmeisterschaft für B-Boys) in der Schweiz teil und wurde Dritter.
- Junior nahm 2005 erneut am Red Bull BC One in Berlin (Deutschland) teil und kam bis ins Viertelfinale.
- 2006 war Junior beim Red Bull BC One in Sao Paulo (Brasilien) ein Jurymitglied und ist seitdem regelmäßig weltweit als Juror für Battles aktiv.
- Mitglieder von Wanted traten in dem Stück Macadam Macadam auf und spielten im Film Le Défi mit – beides produziert von der spanischen Choreographin und Regisseurin Blanca Li.
- Auch an den Musicals Les 10 Commandements, Roméo et Juliette und Les Folies Bergères beteiligten sich Mitglieder der Posse.